# Anna-Lisa Fröberg
Anna-Lisa Fröberg (3 de junio de 1887 - 17 de noviembre de 1979) fue una actriz teatral y cinematográfica de nacionalidad sueca. 

## Biografía
Nacida en Sundsvall, Suecia, su nombre de nacimiento era Anna-Lisa Jacobson.
Estuvo casada desde 1912 a 1928 con el actor Einar Fröberg (1875–1934).
Anna-Lisa Fröberg falleció en Täby, Suecia, en 1979.  

## Teatro (selección)
- 1915 : Hittebarnet, de August Blanche, escenografía de Einar Fröberg, Komediteatern[3]
- 1915 : Moral, de Ludwig Thoma, escenografía de Einar Fröberg, Komediteatern[4]
- 1916 : Gustaf III, de August Strindberg, escenografía de Einar Fröberg, Komediteatern[5]
- 1916 : Prinsessan och hela världen, de Edgard Høyer, escenografía de Einar Fröberg, Komediteatern[6]
- 1916 : El enfermo imaginario, de Molière, escenografía de Einar Fröberg, Komediteatern[7]
- 1916 : Hannele, de Gerhart Hauptmann, escenografía de Einar Fröberg, Komediteatern[8]
- 1917 : Sorina, de Georg Kaiser, escenografía de Einar Fröberg, Komediteatern[9]
- 1917 : Zoologi, de Ludwig Thoma, escenografía de Einar Fröberg, Komediteatern[10]
- 1917 : Ungdomsvänner, de Ludwig Fulda, escenografía de Einar Fröberg, Komediteatern[11]
- 1917 : Kapten Puff eller Storprataren, de Olof Kexél, escenografía de Rune Carlsten, Komediteatern[12]
- 1918 : Under lagen, de Edvard Brandes, escenografía de Einar Fröberg, Komediteatern[13]
- 1918 : Narren, de Peter Egge, escenografía de Rune Carlsten, Komediteatern[14]
- 1919 : Titeln, de Arnold Bennett, escenografía de Einar Fröberg, Komediteatern[15]
- 1920 : Barnsölet, de Ludvig Holberg, escenografía de Rune Carlsten, Komediteatern[16]
- 1920 : Aigretten, de Dario Niccodemi, escenografía de Einar Fröberg, Komediteatern[17]
- 1920 : Damen i skärt, de Gertrude E. Jennings, Djurgårdsteatern[18] y Komediteatern
- 1920 : 2 X 2=5, de Gustav Wied, Komediteatern[19]
- 1925 : Maskopi, de J. E. Harold Terry, escenografía de Rune Carlsten, Djurgårdsteatern[20]
- 1925 : Fröken X, Box 1742, de Cyril Harcourt, escenografía de Rune Carlsten, Djurgårdsteatern[21]
- 1929 : Kära släkten, de Gustav Esmann, escenografía de Rune Carlsten, Oscarsteatern[22]
- 1929 : Vid 37:de gatan, de Elmer Rice, escenografía de Svend Gade, Oscarsteatern[23]
- 1930 : Kära släkten, de Gustav Esmann, escenografía de Rune Carlsten, Oscarsteatern[24]

## Filmografía (selección)
- 1930 : Vi två
- 1932 : Landskamp
- 1932 : Muntra musikanter
- 1934 : Havets melodi
- 1935 : Äktenskapsleken
- 1935 : Kanske en gentleman
- 1936 : Flickorna på Uppåkra
- 1936 : Kvartetten som sprängdes
- 1936 : Ä' vi gifta?
- 1937 : En flicka kommer till sta'n
- 1939 : Frun tillhanda
- 1941 : Tänk, om jag gifter mig med prästen
- 1941 : Livet går vidare
- 1941 : Lasse-Maja
- 1941 : Soliga Solberg
- 1942 : Vårat gäng
- 1942 : I gult och blått
- 1942 : Doktor Glas
- 1943 : Ombyte av tåg
- 1943 : Elvira Madigan
- 1945 : Bröderna Östermans huskors
- 1949 : Greven från gränden
- 1949 : Flickan från tredje raden
- 1949 : Lång-Lasse i Delsbo
- 1950 : Frökens första barn
- 1951 : Tull-Bom
- 1952 : Säg det med blommor
- 1952 : Flyg-Bom
- 1953 : Barabbas
- 1954 : Karin Månsdotter
- 1956 : Sjunde himlen
- 1975 : Släpp fångarne loss, det är vår!